# Michael Svensson
Michael Svensson (25 de noviembre de 1975) es un jugador de fútbol profesional sueco que juega como defensor central. Fue puesto en libertad por Southampton en el verano de 2007, y jugó en la final de la Copa FA en 2003, perdiendo 1-0 con Arsenal.

## Trayectoria
Svensson comenzó su carrera en su país natal, jugando para varios clubes incluidos IFK Värnamo y Halmstads BK. Él comenzó a ser observado por grandes clubes cuando Halmstads BK sueco ganó el campeonato en 2000. 
Fue trasladado a Troyes AC en el año 2001 y luego se trasladó a Southampton F.C. en 2002.

### Carrera internacional
Hizo su debut en el equipo nacional sueco el 17 de agosto de 1999 contra Austria. Fue miembro de la escuadra sueca para la Copa Mundial de Fútbol de 2002, donde fue jugado no.

## Clubes
| Club           | País       | Año         |
| -------------- | ---------- | ----------- |
| IFK Värnamo    | Suecia     | 1995 - 1998 |
| Halmstads BK   | Suecia     | 1998 - 2001 |
| Troyes AC      | Francia    | 2001 - 2002 |
| Southampton FC | Inglaterra | 2002 - 2009 |
| Halmstads BK   | Suecia     | 2011 - 2013 |

## Palmarés
Halmstads BK
- 2000 Allsvenskan

Southampton F.C.
- FA Cup finalista 2003